# Оммерен
Оммерен (нід. Ommeren) — село в нідерландській провінції Гелдерланд. Входить до муніципалітету Бюрен. Перша згадка про село датується 9-им сторіччям.